# Volta à Colômbia de 2016
A 66.ª edição da competição ciclista Volta à Colômbia (nome oficial Vuelta a Colombia «Infra-estrutura en Marcha!»), celebrou-se na Colômbia entre 13 e 26 de junho de 2016 sobre um percurso de 1 742,8 quilómetros.
Começou no município de Turbaco no departamento de Bolívar, bem perto de Cartagena das Índias, a volta passou também por 12 departamentos do país transitando por 20 portos (3 de categoria especial, 3 de primeira, 3 de segunda e 11 de terça), onde também se incluíram a tradicional cronoescalada no Alto das Palmas e também com jornadas planas com chegadas em Montería, Caucasia e Bello,  e finalizando no departamento de Boyacá sobre a cidade de Tunja.
A prova fez parte do UCI America Tour de 2016 dentro da categoria 2.2 (última categoria destes circuitos).
A carreira foi vencida pelo corredor paisa Mauricio Ortega da equipa amadora Super Giros-Redetrans, em segundo lugar Óscar Sevilla (EPM Tigo - Une Área Metropolitana) e em terceiro lugar Alex Cano (Aguardiente Antioqueño-Loteria de Medellín).

## Equipas participantes
Tomaram parte na carreira 20 equipas: 7 de categoria Continental, 12 de categoria amador e uma selecção nacional convidada pela organização. Formando assim um pelotão de 156 ciclistas dos que acabaram 105. As equipas participantes foram:
| Equipa                                     | Cód. UCI | Categoria         |
| ------------------------------------------ | -------- | ----------------- |
| Boyacá Raza De Campeones                   | BRC      | Continental       |
| EPM Tigo - Une Área Metropolitana          | EPM      | Continental       |
| GW Shimano                                 | GWS      | Continental       |
| Manzana Postobón Team                      | MZN      | Continental       |
| Movistar Team                              | MOT      | Continental       |
| Strongman Campagnolo Wilier                | SCQ      | Continental       |
| Team Jamis                                 | JAM      | Continental       |
| Autolarte-Rionegro                         |          | Aficionado        |
| Coldeportes-Claro                          |          | Aficionado        |
| EBSA-Empresa de Energia Boyacá             |          | Aficionado        |
| Forças Armadas-Exército Nacional           |          | Aficionado        |
| Indeportes-IMRD Cota                       |          | Aficionado        |
| Multi repostos Bosa-Carnaval de Frango     |          | Aficionado        |
| Mundial Parafusos-Pijaos                   |          | Aficionado        |
| Aguardiente Antioqueño-Loteria de Medellín |          | Aficionado        |
| Pinturas Bler Team-Colpatria               |          | Aficionado        |
| Sogamoso-Argos                             |          | Aficionado        |
| Super Giros-Redetrans                      |          | Aficionado        |
| Team Sonora-Dimonex                        |          | Aficionado        |
| Team Rwanda                                |          | Selecção nacional |

## Etapas
A Volta a Colômbia dispôs de 13 etapas para um percurso total de 1 819 quilómetros.
| Etapa | Data       | Percurso                        | type                      | Distância (km) | Vencedor              | Líder geral     |
| ----- | ---------- | ------------------------------- | ------------------------- | -------------- | --------------------- | --------------- |
| 1     | 13 jun.    | Turbaco – Arjona                | contrarrelógio individual | 11,3           | Óscar Sevilla         | Óscar Sevilla   |
| 2     | 14 jun.    | Cartagena das Índias            | etapa escarpada           | 128,6          | Fabio Montenegro      | Óscar Sevilla   |
| 3     | 15 jun.    | Sincelejo – Montería            | etapa plana               | 126,8          | Lucas Sebastián Haedo | Óscar Sevilla   |
| 4     | 16 jun.    | Montería – Caucasia             | etapa plana               | 118,6          | Juan Sebastián Molano | Óscar Sevilla   |
| 5     | 17 jun.    | Yarumal – Bello                 | média montanha            | 113,5          | Lucas Sebastián Haedo | Óscar Sevilla   |
| 6     | 18 jun.    | Medellín – Alto de Las Palmas   | cronoescalada             | 17             | Mauricio Ortega       | Óscar Sevilla   |
| 7     | 19 jun.    | Caldas – Manizales              | alta montanha             | 183,1          | Mauricio Ortega       | Mauricio Ortega |
|       | 20 de jun. | Dia de descanso                 | Dia de descanso           |                |                       |                 |
| 8     | 21 jun.    | Manizales – Santa Rosa de Cabal | etapa escarpada           | 124,9          | Frank Osorio          | Mauricio Ortega |
| 9     | 22 jun.    | Pereira – Cáli                  | etapa plana               | 214,8          | Jairo Salas           | Mauricio Ortega |
| 10    | 23 jun.    | Guadalajara de Buga – Salento   | média montanha            | 143            | Cristhian Montoya     | Mauricio Ortega |
| 11    | 24 jun.    | Salento – Ibagué                | alta montanha             | 169            | Alexis Camacho        | Mauricio Ortega |
| 12    | 25 jun.    | Ibagué – Cota                   | etapa plana               | 218,6          | Juan Pablo Suárez     | Mauricio Ortega |
| 13    | 26 jun.    | Sopó – Tunja                    | etapa escarpada           | 173,6          | Wilson Marentes       | Mauricio Ortega |

## Classificações finais
- As classificações finalizaram da seguinte forma:[7]

### Classificação geral
| \| Classificação geral \| Classificação geral \| Classificação geral \| Classificação geral \| Classificação geral \| \| Ciclista \| Ciclista \| Equipe \| Tempo \| \| \| ------------------- \| -------------------- \| ------------------------------------------ \| ------------------- \| ------------------- \| \| 1. \| Mauricio Ortega \| Supergiros-Redetrans \| 41h44m00s \| \| \| 2. \| Óscar Sevilla \| EPM-Tigo-Une-Área Metropolitana \| + 2s \| \| \| 3. \| Alex Cano \| Aguardiente Antioqueño-Lotería de Medellín \| + 1m05s \| \| \| 4. \| Fabio Duarte \| EPM-Tigo-Une-Área Metropolitana \| + 3m20s \| \| \| 5. \| Alejandro Ramírez \| Coldeportes-Claro \| + 3m47s \| \| \| 6. \| Luis Felipe Laverde \| Coldeportes-Claro \| + 4m08s \| \| \| 7. \| Óscar Rivera \| EBSA Empresa de Energía Boyacá \| + 4m33s \| \| \| 8. \| Alexis Camacho \| GW Shimano \| + 4m39s \| \| \| 9. \| Camilo Gómez \| Coldeportes-Claro \| + 6m40s \| \| \| 10. \| Aldemar Reyes Ortega \| Manzana Postobón \| + 11m54s \| \| |                      |                                            |           |
| |                      |                                            |           |
| |                      |                                            |           |
| Classificação geral |                      |                                            |           |
| Ciclista | Ciclista             | Equipe                                     | Tempo     |
| 1. | Mauricio Ortega      | Supergiros-Redetrans                       | 41h44m00s |
| 2. | Óscar Sevilla        | EPM-Tigo-Une-Área Metropolitana            | + 2s      |
| 3. | Alex Cano            | Aguardiente Antioqueño-Lotería de Medellín | + 1m05s   |
| 4. | Fabio Duarte         | EPM-Tigo-Une-Área Metropolitana            | + 3m20s   |
| 5. | Alejandro Ramírez    | Coldeportes-Claro                          | + 3m47s   |
| 6. | Luis Felipe Laverde  | Coldeportes-Claro                          | + 4m08s   |
| 7. | Óscar Rivera         | EBSA Empresa de Energía Boyacá             | + 4m33s   |
| 8. | Alexis Camacho       | GW Shimano                                 | + 4m39s   |
| 9. | Camilo Gómez         | Coldeportes-Claro                          | + 6m40s   |
| 10. | Aldemar Reyes Ortega | Manzana Postobón                           | + 11m54s  |

### Classificação da montanha
| Posição | Ciclista         | Equipa                            | Pontos |
| ------- | ---------------- | --------------------------------- | ------ |
|         | Mauricio Ortega  | Super Giros-Redetrans             | 45     |
| 2.º     | Fabio Montenegro | Mundial Parafusos-Pijaos          | 22     |
| 3.º     | Óscar Sevilla    | EPM Tigo - Une Área Metropolitana | 18     |

### Classificação por pontos
| Posição | Ciclista        | Equipa                                     | Pontos |
| ------- | --------------- | ------------------------------------------ | ------ |
|         | Óscar Sevilla   | EPM Tigo - Une Área Metropolitana          | 82     |
| 2.º     | Álex Cano       | Aguardiente Antioqueño-Loteria de Medellín | 59     |
| 3.º     | Mauricio Ortega | Super Giros-Redetrans                      | 51     |

### Classificação das metas volantes
| Posição | Ciclista              | Equipa                                     | Pontos |
| ------- | --------------------- | ------------------------------------------ | ------ |
|         | Steven Custa          | Indeportes-IMRD Cota                       | 45     |
| 2.º     | Jairo Cano            | Aguardiente Antioqueño-Loteria de Medellín | 34     |
| 3.º     | Edwin Albeiro Sánchez | Movistar Team América                      | 26     |

### Classificação dos jovens
| Posição | Ciclista               | Equipa                | Pontos           |
| ------- | ---------------------- | --------------------- | ---------------- |
|         | Aldemar Reis           | Manzana Postobón Team | 41 h 55 min 54 s |
| 2.º     | Hernán Ricardo Aguirre | Manzana Postobón Team | a 15 min 48 s    |
| 3.º     | Wilmar Paredes         | Manzana Postobón Team | a 52 min 16 s    |

### Classificação por equipas
| Posição | Equipa                                     | Tempo             |
| ------- | ------------------------------------------ | ----------------- |
|         | Coldeportes-Claro                          | 125 h 20 min 26 s |
| 2.º     | EPM Tigo - Une Área Metropolitana          | a 5 min 34 s      |
| 3.º     | Aguardiente Antioqueño-Loteria de Medellín | a 15 min 25 s     |

## Evolução das classificações
| Etapa (Vencedor)                  | Classificação geral | Classificação da montanha | Classificação por pontos | Classificação das metas volantes | Classificação dos jovens | Classificação por equipas                  |
| --------------------------------- | ------------------- | ------------------------- | ------------------------ | -------------------------------- | ------------------------ | ------------------------------------------ |
| 1.ª etapa (Óscar Sevilla)         | Óscar Sevilla       | Juan Pablo Rendón         | Óscar Sevilla            | Janier Acevedo                   | Juan Felipe Osorio       | EPM Tigo - Une Área Metropolitana          |
| 2.ª etapa (Fabio Montenegro)      | Óscar Sevilla       | Fabio Montenegro          | Óscar Sevilla            | Carlos Quintero (ciclista)       | Aldemar Reis Ortega      | Aguardiente Antioqueño-Loteria de Medellín |
| 3.ª etapa (Lucas Sebastián Haedo) | Óscar Sevilla       | Fabio Montenegro          | Óscar Sevilla            | Carlos Quintero (ciclista)       | Aldemar Reis Ortega      | Aguardiente Antioqueño-Loteria de Medellín |
| 4.ª etapa (Juan Sebastián Molano) | Óscar Sevilla       | Fabio Montenegro          | Óscar Sevilla            | Cristian Camilo Torres           | Aldemar Reis Ortega      | Aguardiente Antioqueño-Loteria de Medellín |
| 5.ª etapa (Lucas Sebastián Haedo) | Óscar Sevilla       | Fabio Montenegro          | Lucas Sebastián Haedo    | Cristian Camilo Torres           | Aldemar Reis Ortega      | Aguardiente Antioqueño-Loteria de Medellín |
| 6.ª etapa (Mauricio Ortega)       | Óscar Sevilla       | Mauricio Ortega           | Lucas Sebastián Haedo    | Cristian Camilo Torres           | Aldemar Reis Ortega      | Aguardiente Antioqueño-Loteria de Medellín |
| 7.ª etapa (Mauricio Ortega)       | Mauricio Ortega     | Mauricio Ortega           | Óscar Sevilla            | Cristian Camilo Torres           | Aldemar Reis Ortega      | Aguardiente Antioqueño-Loteria de Medellín |
| 8.ª etapa (Frank Osorio)          | Mauricio Ortega     | Mauricio Ortega           | Óscar Sevilla            | Cristian Camilo Torres           | Aldemar Reis Ortega      | Aguardiente Antioqueño-Loteria de Medellín |
| 9.ª etapa (Jairo Cano Salas)      | Mauricio Ortega     | Mauricio Ortega           | Óscar Sevilla            | Steven Manuel Custa              | Aldemar Reis Ortega      | Aguardiente Antioqueño-Loteria de Medellín |
| 10.ª etapa (Cristhian Montoya)    | Mauricio Ortega     | Mauricio Ortega           | Óscar Sevilla            | Steven Manuel Custa              | Aldemar Reis Ortega      | Aguardiente Antioqueño-Loteria de Medellín |
| 11.ª etapa (Alexis Camacho)       | Mauricio Ortega     | Mauricio Ortega           | Óscar Sevilla            | Steven Manuel Custa              | Aldemar Reis Ortega      | Coldeportes-Claro                          |
| 12.ª etapa (Juan Pablo Suárez)    | Mauricio Ortega     | Mauricio Ortega           | Óscar Sevilla            | Steven Manuel Custa              | Aldemar Reis Ortega      | Coldeportes-Claro                          |
| 13.ª etapa (Wilson Marentes)      | Mauricio Ortega     | Mauricio Ortega           | Óscar Sevilla            | Steven Manuel Custa              | Aldemar Reis Ortega      | Coldeportes-Claro                          |
| Final                             | Mauricio Ortega     | Mauricio Ortega           | Óscar Sevilla            | Steven Manuel Custa              | Aldemar Reis Ortega      | Coldeportes-Claro                          |

## UCI America Tour
A Volta à Colômbia outorga pontos para o UCI America Tour de 2016 para corredores de equipas nas categorias UCI ProTeam, Profissional Continental e Equipas Continentais. A seguinte tabela corresponde ao barómetro de pontuação:
| Posição   | 1.º | 2.º | 3.º | 4.º | 5.º | 6.º | 7.º | 8.º | 9.º | 10.º |
| Pontuação | 40  | 30  | 25  | 20  | 15  | 10  | 5   | 3   | 3   | 3    |

| Posição | Ciclista            | Equipa                                     | Pontos |
| ------- | ------------------- | ------------------------------------------ | ------ |
| 1.º     | Mauricio Ortega     | Super Giros-Redetrans                      | 40     |
| 2.º     | Óscar Sevilla       | EPM Tigo - Une Área Metropolitana          | 30     |
| 3.º     | Alex Cano           | Aguardiente Antioqueño-Loteria de Medellín | 25     |
| 4.º     | Fabio Duarte        | EPM Tigo - Une Área Metropolitana          | 20     |
| 5.º     | Alejandro Ramírez   | Coldeportes-Claro                          | 15     |
| 6.º     | Luis Laverde        | Coldeportes-Claro                          | 10     |
| 7.º     | Óscar Javier Rivera | EBSA-Empresa de Energia Boyacá             | 5      |
| 8.º     | Alexis Camacho      | GW Shimano                                 | 3      |
| 9.º     | Camilo Gómez        | Coldeportes-Claro                          | 3      |
| 10.º    | Aldemar Reis Ortega | Manzana Postobón Team                      | 3      |

Ademais, também outorgou pontos para o UCI World Ranking (classificação global de todas as carreiras internacionais).
| Posição             | 1º | 2º | 3º | 4º | 5º | 6º | 7º | 8º | 9º | 10º |
| Classificação geral | 40 | 30 | 25 | 20 | 15 | 10 | 5  | 3  | 3  | 3   |
| Por etapa           | 7  | 3  | 1  |    |    |    |    |    |    |     |
| Líder               | 1  |    |    |    |    |    |    |    |    |     |

| Posição | Ciclista            | Equipa                                     | Geral | Etapa | Líder | Total |
| ------- | ------------------- | ------------------------------------------ | ----- | ----- | ----- | ----- |
| 1.º     | Mauricio Ortega     | Super Giros-Redetrans                      | 40    | 14    | 7     | 61    |
| 2.º     | Óscar Sevilla       | EPM Tigo - Une Área Metropolitana          | 30    | 15    | 6     | 51    |
| 3.º     | Alex Cano           | Aguardiente Antioqueño-Loteria de Medellín | 25    | 3     | -     | 28    |
| 4.º     | Fabio Duarte        | EPM Tigo - Une Área Metropolitana          | 20    | 3     | -     | 23    |
| 5.º     | Alejandro Ramírez   | Coldeportes-Claro                          | 15    | 3     | -     | 18    |
| 6.º     | Luis Laverde        | Coldeportes-Claro                          | 10    | 1     | -     | 11    |
| 7.º     | Alexis Camacho      | GW Shimano                                 | 3     | 7     | -     | 10    |
| 8.º     | Óscar Javier Rivera | EBSA-Empresa de Energia Boyacá             | 5     | -     | -     | 5     |
| 9.º     | Aldemar Reis Ortega | Manzana Postobón Team                      | 3     | 1     |       | 4     |
| 10.º    | Camilo Gómez        | Coldeportes-Claro                          | 3     | -     | -     | 3     |